# Karisma Kapoor

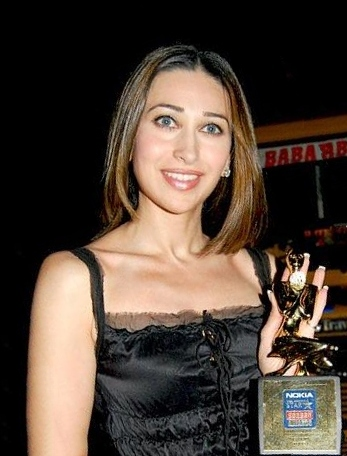
Karisma Kapoor

Karisma Kapoor (hindi: करिश्मा कपूर), född 25 juni 1974 i Bombay, indisk skådespelare, dotter till Randhir Kapoor.
Hon var mest känd på 1990-talet, då hon gjorde många succéfilmer, bland andra Dil to pagal hai och Raja hindustani. Hon är från den legendariska Kapoor-familjen. Hon är syster till Kareena Kapoor.